# Unidad de Análisis Financiero (Chile)
La Unidad de Análisis Financiero (UAF) es una institución chilena encargada de vigilar y analizar movimientos de dinero para evitar que se use el sistema financiero en actividades ilegales, como el lavado de dinero o el financiamiento del terrorismo. Trabaja junto a otras autoridades para detectar y prevenir estos delitos, contribuyendo a mantener la economía y la seguridad del país.
Fue creada por la Ley N°19.913, publicada en el Diario Oficial el 18 de diciembre de 2003, y entró en vigencia el 17 de mayo de 2004. Es un servicio público descentralizado, con personalidad jurídica y patrimonio propio, que se relaciona con el presidente de la República a través del Ministerio de Hacienda.

## Funciones
La UAF de Chile realiza inteligencia financiera, emite normativa, fiscaliza su cumplimiento, impone sanciones administrativas y difunde información de carácter público.  Ello, según las 40 Recomendaciones del Grupo de Acción Financiera Internacional (GAFI), los resultados de las evaluaciones a Chile del Grupo de Acción Financiera de Latinoamérica (GAFILAT) y las directrices del Grupo Egmont de Unidades de Inteligencia Financiera. 
Como representante de Chile ante el GAFILAT, la UAF coordina el Sistema Nacional Antilavado de Activos y contra el Financiamiento del Terrorismo y el de la Proliferación de Armas de Destrucción Masiva (ALA/CFT/CFP), en el que participan  todos los sujetos obligados a informar operaciones sospechosas de LA/FT a la UAF (artículo 3°, Ley N°19.913) y las instituciones públicas reguladoras, supervisoras y persecutoras de los mencionados actos ilícitos, entre ellas, el Banco Central de Chile; los ministerios del Interior y Seguridad Pública, de Hacienda y de Relaciones Exteriores; la Comisión para el Mercado Financiero; las superintendencias de Casinos de Juego, de Pensiones y de Seguridad Social; el Servicio de Impuestos Internos; el Servicio Nacional de Aduanas; el Ministerio Público; las direcciones generales del Crédito Prendario y del Territorio Marítimo y Marina Mercante de Chile, las policías y el Poder Judicial.
Cuando la UAF detecta señales indiciarias de LA o FT en los Reportes de Operaciones Sospechosas (ROS) enviados por los sujetos obligados (públicos y privados) remite Informes de Inteligencia Financiera al Ministerio Público, única institución responsable de la investigación y persecución penal de ambos delitos en el país.
El 22 de mayo de 2022, el presidente de la República, Gabriel Boric, nombró al ingeniero comercial y abogado Carlos Pavez Tolosa como director de la Unidad de Análisis Financiero (UAF), entre una nómina de postulantes elaborada por el Consejo de Alta Dirección Pública (ADP), en el marco del proceso de selección que se inició en diciembre de 2021, cuando el Servicio Civil concursó públicamente el cargo.

## Participación
A 2022, la UAF integra:
- Grupo Egmont de cooperación internacional entre Unidades de Inteligencia Financiera.[2]
- Grupo de Acción Financiera de Latinoamérica (GAFILAT)
- Alianza anticorrupción UNCAC.[3]

## Directores de la UAF
- Carlos Pavez Tolosa (mayo 2022[4] - presente)
- Javier Cruz Tamburrino  (14 de enero de 2013[5][6][7] - 2022)
- Tamara Agnic Martínez (2009[8] - 2012)
- Victor Ossa Frugone (16 de abril de 2004[9] - 2009[10])